# Toki Pona
Toki Pona là một ngôn ngữ được xây dựng thiểu đơn lập, do nhà ngôn ngữ học và dịch giả Canada Sonja Lang sáng tạo làm một ngôn ngữ triết học nhằm đơn giản hóa ý nghĩ và giao tiếp. Nó xuất hiện lần đầu trên mạng năm 2001 dưới dạng dự bản, rồi dưới dạng hoàn chỉnh trong cuốn Toki Pona: The Language of Good năm 2014. Một cộng đồng nhỏ người nói ngôn ngữ này hình thành vào đầu thập niên 2000, rồi từ đó ngày một phát triển, nhất là sau khi cuốn sách chính thức ra mắt. Hầu hết hoạt động diễn ra trên diễn đàn trực tuyến, trên mạng xã hội, trong các trang mạng khác, dù đã có một số buổi gặp mặt xảy ra trong mấy năm gần đây.
Một tâm đích chính của Toki Pona là sự tối giản. Giống pidgin, nó tập trung vào khái niệm, yếu tố đơn giản mà mọi nền văn hóa đều có. Lang xây dựng Toki Pona làm ngôn ngữ diễn đạt tối đa ý nghĩa với tối thiểu sự phức tạp cũng như để lan truyền suy nghĩ tích cực. Ngôn ngữ này có 137 gốc từ và 14 âm vị chọn ra để mọi người nói từ mọi nơi đều dễ dàng thích ứng. Dù không tạo ra làm ngôn ngữ hỗ trợ quốc tế, nó vẫn có thể đóng vai trò đó. Do ảnh hưởng Đạo gia, ngôn ngữ này được sinh ra để giúp người dùng tập trung vào cái cốt lõi, lược bỏ đi sự phức tạp sản sinh trong quá trình suy nghĩ. Mặc cho khối từ vựng nhỏ, người nói vẫn thông hiểu, giao tiếp được với nhau, dựa trên văn cảnh và sự kết hợp từ để đạt để nghĩa mong muốn.

## Từ nguyên
Tên ngôn ngữ này ghép từ từ toki (ngôn ngữ) (xuất phát từ tok Tok Pisin, chính nó lại bắt nguồn từ talk (nói) tiếng Anh) với pona (tốt) (lấy từ bona (tốt) Esperanto, lại từ bonus tiếng Latinh).

## Âm vị học và số liệu

### Kho âm vị
Toki Pona có chín phụ âm (/p, t, k, s, m, n, l, j, w/) và năm nguyên âm (/a, e, i, o, u/). Nếu từ đa âm tiết thì âm tiết đầu được nhấn. Không có nguyên âm đôi, sự phân biệt độ dài nguyên âm, cụm phụ âm và thanh điệu.
| Phụ âm   | Môi | Lưỡi trước | Lưng lưỡi |
| -------- | --- | ---------- | --------- |
| Mũi      | m   | n          |           |
| Tắc      | p   | t          | k         |
| Xát      |     | s          |           |
| Tiếp cận | w   | l          | j         |

| Nguyên âm | Trước | Sau |
| --------- | ----- | --- |
| Đóng      | i     | u   |
| Vừa       | e     | o   |
| Mở        | a     | a   |

### Sự phân bổ
Sự phân bổ nguyên âm khá tiêu biểu cho ngôn ngữ nói chung. Chỉ tính gốc từ, /a/ có tần suất 32%, /i/ là 25%, /e/ và /o/ đều hơn 15%, còn 10% là /u/. 20% gốc từ bắt đầu bằng nguyên âm. Tần suất trong một văn bản mẫu nặng 10kB chênh lệch chút: 34% /a/, 30% /i/, 15% /e/ và /o/, 6% /u/.
Trong số phụ âm đầu, /l/ thường gặp nhất (20%); /k, s, p/ hơn 10%, rồi đến âm mũi /m, n/ (không tính N cuối từ), ít gặp nhất, mỗi âm chừng 5%, là /t, w, j/.
Tần suất /l/ cao và tần suất /t/ thấp khá khác thường nếu so với ngôn ngữ tự nhiên. Việc /l/ có mặt trong hư từ la, li, ala nghĩa là tần suất trong văn bản có lẽ còn cao hơn.

### Cấu trúc âm tiết
Âm tiết có dạng (C)V(N), tức phụ âm đầu nếu có + nguyên âm + âm mũi cuối nếu có, hay V, CV, VN, CVN. Như hầu hết ngôn ngữ, CV là loại phụ âm phổ biến nhất, đạt 75%. Âm tiết kiểu V và CVN đạt độ 10%, còn chỉ năm từ 5 có âm tiết kiểu VN (2% âm tiết).
Đa số gốc từ (70%) đôi âm tiết; chừng 20% đơn âm tiết và 10% có ba âm tiết. Đây là tỉ lệ thường gặp, tương tự với trong các ngôn ngữ Polynesia.

## Chữ viết

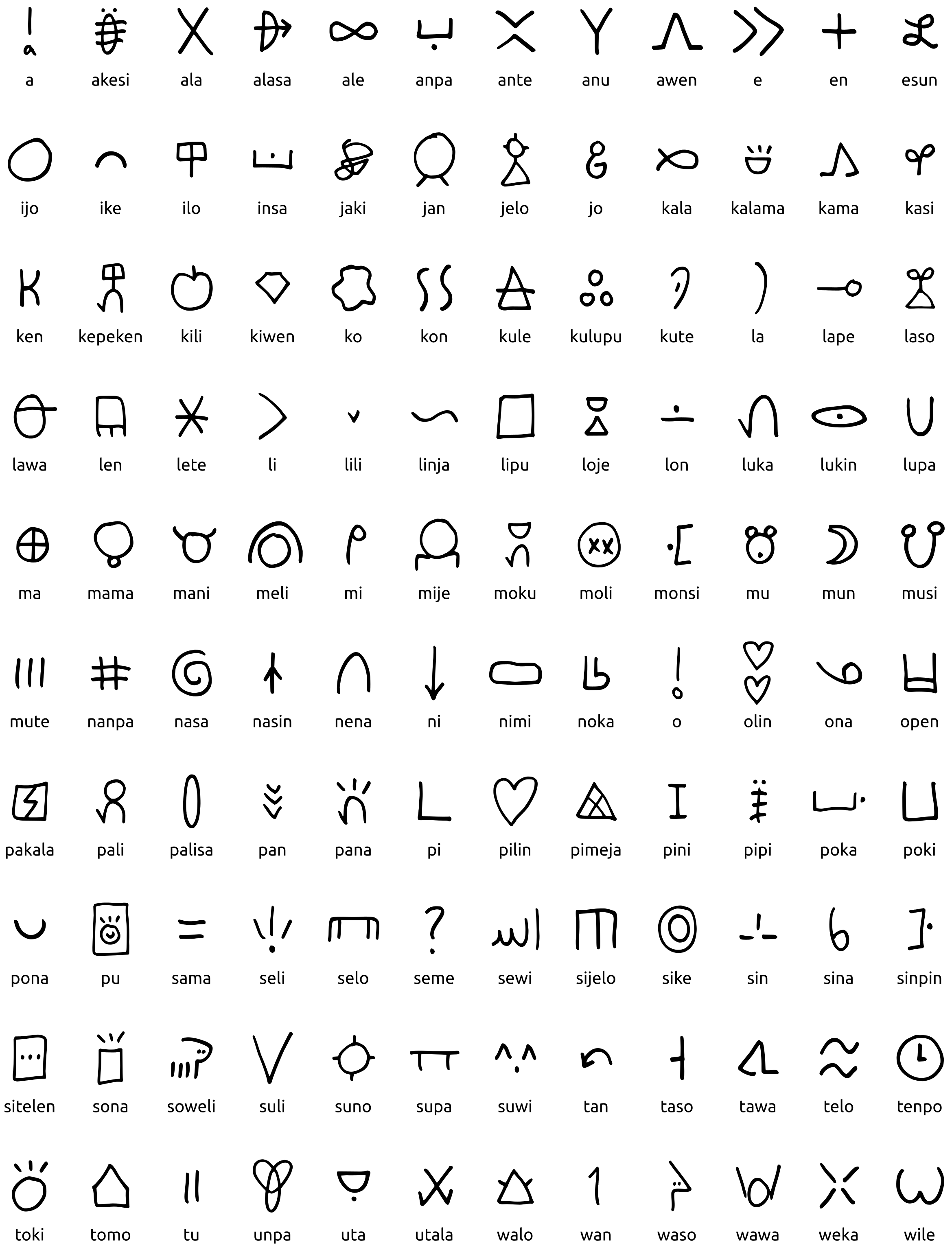
sitelen pona

14 chữ cái Latinh, a e i j k l m n o p s t u w, được vận dụng để viết Toki Pona. Chúng có cùng giá trị với các âm trong bảng mẫu tự ngữ âm quốc tế (IPA): j đọc giống y tiếng Anh, nguyên âm giống cách đọc trong tiếng Tây Ban Nha và tiếng Ý. Gốc từ Toki Pona luôn được viết bằng chữ thường, dẫu chúng có đứng đầu câu đi nữa.

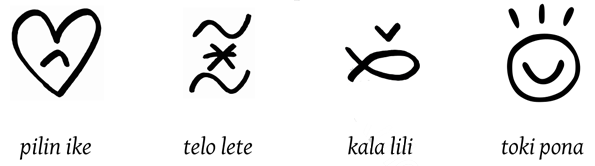
Một số chữ sitelen pona

Hai hệ chữ tượng hình, sitelen pona và sitelen sitelen, sau đó được thiết kế, giới thiệu trong cuốn Toki Pona: The Language of Good. Sitelen pona là phát kiến của Lang, với mỗi chữ thể hiện một từ. Ký hiệu thể hiện tính từ đơn có thể nằm trong hay trên ký tự đại diện cho từ mà nó bổ nghĩa. Cụm từ "toki pona" (trong hộp thông tin đầu bài) được viết bằng sitelen pona, với kí tự cho pona được viết bên trong kí tự cho toki.

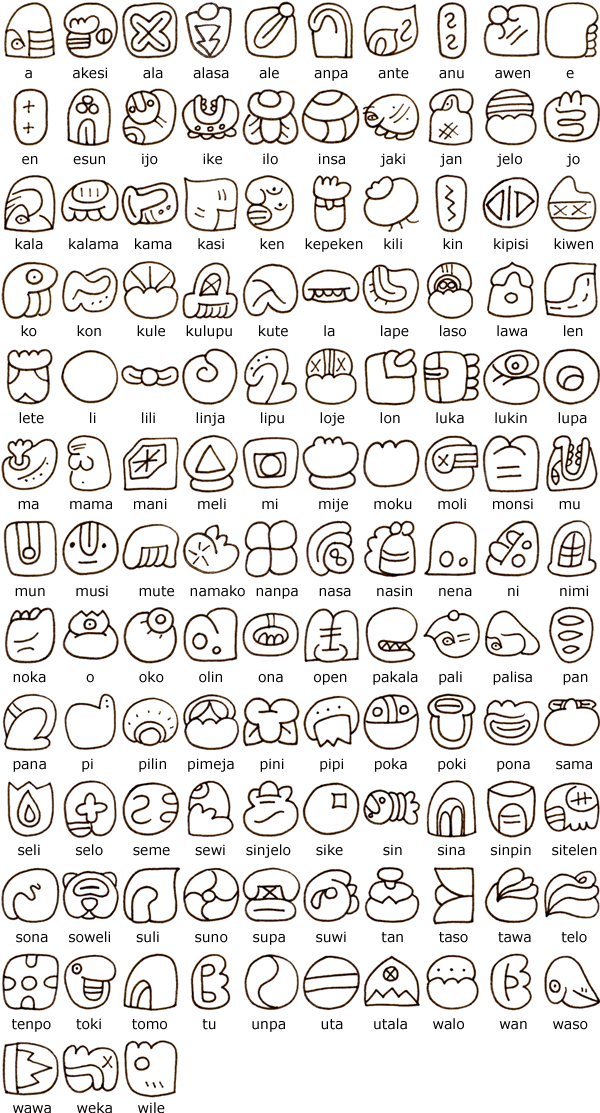
sitelen sitelen

Hệ thống ra đời sau, sitelen sitelen, do Jonathan Gabel sáng chế. Nó phức tạp hơn còn về phần nhìn thì trông giống chữ Maya. Đây là một hệ chữ với hai cách thức thể hiện từ: mỗi ký tự thể hiện một từ, và ký tự thể hiện âm tiết, kết hợp tự vị để thể hiện hình vị.
Thêm vào đó, cộng đồng Toki Pona còn dùng vài hệ chữ nữa để viết thứ tiếng này, ví dụ Hangul, chữ Ả Rập và Tengwar (của J. R. R. Tolkien).